# Ctenicera strangulatus
Ctenicera strangulatus là một loài bọ cánh cứng trong họ Elateridae. Loài này được White miêu tả khoa học năm 1874.